# تورو کمپانی
تورو کمپانی (انگلیسی: Toro) شرکت تجهیزات کشاورزی آمریکایی است، که در سال ۱۹۱۴ تأسیس شد.